# Progreso de Alvaro Obregon
Progreso de Alvaro Obregon är en ort i Mexiko.   Den ligger i kommunen Progreso de Obregón och delstaten Hidalgo, i den sydöstra delen av landet, 90 km norr om huvudstaden Mexico City. Progreso de Alvaro Obregon ligger 1 998 meter över havet och antalet invånare är 16 548.
Terrängen runt Progreso de Alvaro Obregon är kuperad åt nordost, men åt sydväst är den platt. Runt Progreso de Alvaro Obregon är det tätbefolkat, med 297 invånare per kvadratkilometer. Närmaste större samhälle är San Salvador, 18,7 km öster om Progreso de Alvaro Obregon. Omgivningarna runt Progreso de Alvaro Obregon är en mosaik av jordbruksmark och naturlig växtlighet.